# Sandro Symeoni

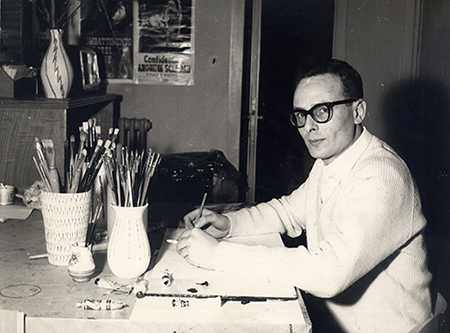
Sandro Simeoni nel suo studio a Roma (Anni '50)

Sandro Simeoni, oppure "Symeoni" o "Sym" (Migliarino, 1928 – Roma, 2008), è stato un pittore e grafico italiano, noto principalmente per le sue opere pittoriche dedicate alla cartellonistica cinematografica.

## Biografia
Nato a Migliarino, in provincia di Ferrara, ancora giovanissimo inizia a collaborare come caricaturista per alcuni giornali locali. Dopo aver frequentato l’Istituto d’Arte “Dosso Dossi” di Ferrara, collabora con il suo docente Laerte Milani alla realizzazione di cartoni animati pubblicitari per la ditta Pubblicine. Nel corso degli anni cinquanta si trasferisce a Roma dove intraprende l'attività di pittore cartellonista per varie case di produzione cinematografiche italiane ed estere. In oltre cinquant'anni di carriera, fino agli anni '90, Simeoni dipingerà le affissioni cinematografiche (manifesti, locandine, fotobuste, etc..) per oltre 3 000 film. Solo per citare alcune tra le sue opere più celebri si ricordano i manifesti e le locandine di Un americano a Roma, Per un pugno di dollari, La dolce vita, Profondo rosso, Accattone e La grande abbuffata. 
Rilevante il suo lavoro di illustratore e grafico anche in campo musicale: i suoi artwork sono presenti su centinaia di copertine di dischi in vinile e cd. Inoltre Sandro Simeoni ha portato sempre avanti il suo personale percorso artistico e grafico esponendo le sue opere in varie mostre in giro per l'Italia. Oltre alla nomina di "Ambasciatore di Ferrara nel Mondo", tanti sono stati i riconoscimenti e i premi a lui assegnati durante la sua carriera. 
Il Comune di Ferrara ha organizzato due mostre retrospettive sulla sua attività di cartellonista, rispettivamente presso l'ex chiesa di San Romano e il Palazzo Municipale.

## Locandine (parziale)
- La confessione della signora Doyle
- Un americano a Roma
- Piace a troppi
- Il grido
- Duello a Durango
- Fluido mortale
- Il mostro di sangue
- La notte brava
- Jack lo squartatore
- Accattone
- La lunga notte del '43
- L'avventura
- La dolce vita
- Violenza per una giovane
- Che fine ha fatto Baby Jane?
- Il magnifico cornuto
- Per un pugno di dollari
- Adiós gringo
- Kiss Kiss... Bang Bang
- La fredda alba del commissario Joss
- Al di là della legge
- Prendi i soldi e scappa
- Per grazia ricevuta
- ...e poi lo chiamarono il Magnifico
- Trash - I rifiuti di New York
- L'ultima casa a sinistra
- I racconti di Canterbury
- Si può fare... amigo
- Città amara - Fat City
- L'occhio nel labirinto
- La grande abbuffata
- Profondo rosso
- Roma a mano armata
- Italia a mano armata
- Missing in Action
- Space Vampires
- Voglia di vincere 2
- Barfly - Moscone da bar
- La notte degli squali
- Colpi proibiti
- Carabina Quigley
- Riposseduta
- I magi randagi
- Il giovane Toscanini